# Budżet Unii Europejskiej
Budżet Unii Europejskiej – główny krótkoterminowy plan Unii Europejskiej, sporządzany na czas jednego roku, obejmujący dochody i wydatki związane z prowadzeniem i koordynacją polityk wspólnotowych. Podstawę traktatową budżetu stanowią artykuły 310–325 (dawne artykuły 268-280 TWE) Traktatu o funkcjonowaniu Unii Europejskiej.

## Historia
Początkowo każda ze Wspólnot dysponowała oddzielnymi budżetami, przez co do roku 1967 funkcjonowało ich aż pięć:
- budżet administracyjny EWWiS;
- budżet operacyjny EWWiS;
- budżet administracyjny EWEA;
- budżet badań i inwestycji EWEA;
- budżet EWG.

Wejście w życie Traktatu ustanawiającego Jedną Radę i Jedną Komisję Wspólnot Europejskich w 1967 roku doprowadziło do połączenia w 1968 wspólnotowych budżetów administracyjnych, a w 1971 do włączenia budżetu badań i inwestycji EWEA do budżetu EWG. Od czasu wygaśnięcia Traktatu ustanawiającego Europejską Wspólnotę Węgla i Stali w dniu 24 lipca 2002 funkcjonuje zatem wyłącznie budżet ogólny Wspólnot.

## Zasady sporządzania budżetu
Sporządzanie i dysponowanie budżetem wspólnotowym oparte jest na ośmiu naczelnych zasadach:
- zasada jedności i dokładności (ang. unity and accuracy) – wydatki nie mogą przekraczać planowanych, a całość zestawienia finansowego musi być zawarta w jednym dokumencie;
- zasada powszechności (ang. universality) – zasada oparta na regule nieprzenośności i niewyrównywania;
- zasada rocznego budżetu (ang. annuality) – przypisuje wszelkie operacje budżetowe do danego roku budżetowego;
- zasada równowagi (ang. equilibrium) – zakłada, że dochody są równe wydatkom i zakazuje zaciągania pożyczek oraz nie dopuszcza do powstania deficytu;
- zasada doprecyzowania (ang. specification) – nakazuje uporządkowanie wydatków budżetowych według rodzaju, przeznaczenia oraz jednostek odpowiedzialnych za jego realizację;
- zasada stosowania jednostki rozliczeniowej – ustala walutę, w której dokonywane są wszelkie rozliczenia – początkowo był to dolar amerykański, następnie frank belgijski, od lat 80. ECU, zaś od 1999 euro;
- zasada należytego zarządzania finansami (ang. sound financial management) – obliguje instytucje wspólnotowe oraz państwa członkowskie do dbałości o prawidłowe wykonanie budżetu;
- zasada przejrzystości (ang. transparency) – przewiduje publikację szczegółowego projektu budżetu oraz sprawozdania z jego wykonania.

## Procedura budżetowa

### Powstawanie budżetu
Zasadnicze elementy procedury budżetowej zawarte zostały w art. 310–325 Traktatu o funkcjonowaniu Unii Europejskiej. Głównymi organami zaangażowanymi w jego powstawanie, realizację i kontrolę, są: Komisja Europejska, Rada Unii Europejskiej, Parlament Europejski oraz Europejski Trybunał Obrachunkowy.
Wstępny projekt budżetu sporządzany jest przez Komisję Europejską na podstawie preliminarzy wydatków przygotowanych do końca czerwca przez instytucje wspólnotowe. Następnie, do końca sierpnia, Komisja przedkłada sporządzone zestawienie Radzie. Rada ma wówczas prawo wprowadzenia skonsultowanych z Komisją poprawek, po czym uchwala projekt budżetu i najpóźniej do 5 października przedkłada go Parlamentowi. Wyrażenie przez PE w ciągu 45 dni zgody na projekt jest równoznaczne z uchwaleniem budżetu. Parlament może także zaproponować poprawki, co powoduje powrót projektu do dalszej pracy w Radzie (tzw. drugie czytanie). Może ona poprawki zaakceptować lub odrzucić i ustala jednocześnie poziom wydatków obligatoryjnych. Po tym ustaleniu Parlament ma prawo jedynie do korygowania poziomu wydatków nieobligatoryjnych, po czym Przewodniczący PE stwierdza uchwalenie budżetu. Parlament ma także możliwość zażądania przedłożenia nowego projektu, co skutkuje jednoczesnym wprowadzeniem systemu finansowania Wspólnoty, w którym do czasu uchwalenia nowego budżetu wydatki w każdym kolejnym miesiącu nie mogą przekroczyć limitu 1/12 łącznych wydatków ubiegłego roku budżetowego. Po zakończeniu roku budżetowego rozliczenie z jego wykonania przedstawiane jest Parlamentowi i Radzie przez Komisję Europejską. Jednocześnie sprawozdanie roczne opracowuje Trybunał Obrachunkowy. Przed udzieleniem Komisji absolutorium Parlament ma prawo zażądania dodatkowych informacji.

### Perspektywy budżetowe
Celem ograniczenia konfliktów na linii Parlament – Rada UE oraz uniknięcia kierowania się wyłącznie bieżącymi czynnikami, wypracowana została pozatraktatowa procedura stosowania perspektyw budżetowych, które są przedmiotem debaty na szczeblu Rady Europejskiej. Perspektywy te, zwane również ramami finansowymi obejmują okres 5–7 lat. Od czasu reformy budżetowej z 1988 roku w ramach decyzji Rady Europejskiej przyjęto następujące perspektywy budżetowe:
- 1988–1992 – I pakiet Delorsa;
- 1993–1999 – II pakiet Delorsa;
- 2000–2006 – pakiet Santera;
- 2007–2013 – pakiet Barroso.

Z racji braku kodyfikacji procedury perspektyw budżetowych w postaci traktatowej stosowanie wobec nich określenia budżet jest nieprawidłowe.

## Źródła dochodów budżetowych Unii
W okresie kształtowania się Wspólnot środki budżetowe pochodziły ze składek członkowskich (członków EWWiS, EWG i Euratom) oraz podatków od producentów stali i węgla (w ramach EWWiS). W odróżnieniu od większości organizacji międzynarodowych finansowanie Wspólnot od 1970 roku opiera się na środkach własnych. Zalicza się do nich:
- cła pobierane z importu od państw trzecich artykułów przemysłowych, w ramach Wspólnej Polityki Handlowej;
- cła na artykuły rolne pobierane w związku z importem produktów rolnych z krajów trzecich;
- wpływy z podatku VAT;
- wkłady uiszczane przez państwa członkowskie w wysokości zależnej od DNB danego państwa.

Do budżetu włącza się także niewykorzystane środki z roku ubiegłego. Przy tworzeniu kalkulacji budżetowej uwzględniany jest również funkcjonujący od 1985 roku rabat brytyjski, związany z nikłym korzystaniem przez Wielką Brytanię ze środków wspólnej polityki rolnej. Inne źródła dochodów to np. podatek od zarobków pracowników UE, wpłaty państw nieunijnych na rzecz niektórych programów oraz grzywny.

## Wydatki budżetu
Wydatki budżetowe Unii Europejskiej klasyfikuje się według następujących działów:
- rolnictwo;
- działania strukturalne;
- polityki wewnętrzne;
- działania zewnętrzne;
- administracja;
- rezerwy;
- pomoc przedakcesyjna;
- rekompensaty.

## Dochody budżetu
Obecnymi źródłami pieniędzy są:
- tradycyjne zasoby własne
- zasoby własne z tytułu podatku VAT
- zasoby własne oparte na dochodzie narodowym brutto
- inne źródła dochodów, np. podatek od zarobków pracowników UE, wpłaty państw nieunijnych na rzecz niektórych programów oraz grzywny.

## Perspektywa finansowa na lata 2007–2013
Perspektywa finansowa uchwalona przez Parlament Europejski w maju 2006 na 7 lat wynosiła 864,3 mld euro. Środki podzielone zostały w następujący sposób:
- konkurencyjność na rzecz wzrostu i zatrudnienia – 74,1 mld;
- spójność na rzecz wzrostu i zatrudnienia – 308 mld;
- ochrona i zarządzanie zasobami naturalnymi – 371,3 mld;
- obywatelstwo, sprawiedliwość, wolność i bezpieczeństwo – 10,8 mld;
- UE jako partner globalny – 49,5 mld;
- administracja – 50,6 mld.

## Wieloletnie Ramy Finansowe 2014-2020
W perspektywie finansowej 2014-2020 główne zmiany w budżecie obejmowały:
- włączenie do budżetu UE przychodów z części praw do emisji CO2
- włączenie jako źródła własne przychodów z ceł importowych oraz od podatku VAT towarów objętych importem
- podatek od transakcji finansowych banków
- zharmonizowanie podatku od przedsiębiorstw CIT i włączenie go do źródeł własnych UE
- zastąpienie obecnie obowiązujących zasobów własnych z tytułu VAT nowymi zasobami własnymi opartymi na VAT (obliczanymi zgodnie z rzeczywistą wartością wpływów pozyskanych przez poszczególne państwa UE)[13]

## Długofalowy budżet UE 2021-2027
W maju 2018 roku Komisja Europejska przyjęła pierwszy projekt długofalowego budżetu UE, czyli wieloletnich ram finansowych na lata 2021–2027.
Dnia 27 maja 2020 roku aby odpowiedzieć na społeczno-gospodarcze skutki pandemii COVID-19, zaproponowała zmieniony długofalowy budżet UE.
Propozycja przewiduje nadzwyczajny instrument na rzecz odbudowy (Next Generation EU), który ma pomóc naprawić najpilniejsze szkody spowodowane pandemią i na nowo ożywić gospodarkę.
Projekt Komisji to 7-letni budżet UE o wartości 1850 mld EUR:
- zmieniony długofalowy budżet UE w wysokości 1 100 mld EUR na lata 2021–2027
- tymczasowe narzędzie wzmacniające o wartości 750 mld EUR (Next Generation EU).